# Pontreau (rivière)
 (novembre 2014).
Le Pontreau est une rivière française qui coule dans le département de la Vienne.
C'est un affluent du Clain sur sa rive gauche, donc un sous-affluent de la Loire par la Vienne.

## Géographie
Le Pontreau est un ruisseau permanent de seulement 2,4 kilomètres de longueur.
Cependant depuis la fin du XXe siècle l’utilisation de son eau pour l’irrigation assèche fréquemment son lit en été.
Le Pontreau prend naissance sous le hameau de ‘’Mézanchard’’ sur la commune de Ceaux-en-Couhé à une altitude d’environ 109 mètres. Son cours est assez rectiligne en direction du nord-est.
Jusqu’au petit village du ‘’Pontreau’’ il se nomme le ruisseau de Monts ; il est barré de deux retenues collinaires. Il prend ensuite son nom de Pontreau jusqu’à sa confluence avec le Clain à une altitude de 98 mètres sur la commune d’Anché.
En amont de sa source une vallée sèche prolonge, dans le même axe, le Pontreau d’environ 1,5 kilomètre jusqu’au petit village du ‘’Coureau’’ (commune de Ceaux-en-Couhé).

### Communes traversées
Le Pontreau ne traverse que deux communes : Ceaux-en-Couhé et Anché, toutes deux situées dans le département de la Vienne.